# Edison Denisov
Edison Vasiljevič Denisov (rusko Эдисо́н Васи́льевич Дени́сов), ruski skladatelj, * 6. april 1929, Tomsk, Sovjetska zveza (sedaj Rusija), † 24. november 1996, Pariz, Francija.
Denisov se je rodil v sibirskem kraju Tomsk, njegov oče, po poklicu radijski tehnik, pa mu je dal za rusko okolje nenavadno ime Edison (po ameriškem izumitelju). Študiral je matematiko, nato pa se je odločil posvečati kompoziciji. Pri tem ga je podpiral Dmitrij Šostakovič, ki ga je poučeval kompozicijo.
Med letoma 1951 in 1956 je študiral na moskovskem glasbenem konservatoriju. Leta 1990 je postal vodja združenja za sodobno glasbo, ki je bila ponovno ustanovljena v Moskvi. Kasneje se je preselil v Francijo, kjer je tudi umrl.

## Izbrana dela
- 1956-9 Vojak Ivan (rusko Иван-солдат) opera v treh dejanjih, po motivih ruskih pravljic)
- 1964 Le soleil des Incas (Солнце инков — Inkovsko sonce), besedilo Gabriela Mistral, za sopran, flavto, oboo, rog, trobento, dva klavirja, tolkala, violino in čelo
- 1964 Italijanske pesmi, besedilo Alexander Blok za sopran, flavto, rog, violino in čembalo
- 1966 Les pleurs (Плачи — Lamentations), besedilo po ruskih ljudskih pesmih, za sopran, klavir in tri tolkalce
- 1968 Oda (in memoriam Che Guevara), za klarinet, klavir in tolkala
- 1968 Musique Romantique (Романтическая музыка — romantična glasba) za oboo, harfo in godalni trio
- 1968 Jesen (Осень) besedilo Velemir Khlebnikov, za 13 solističnih glasov
- 1969 Godalni trio
- 1969 Pihalni kvintet
- 1969 Silhouettes za flavto, 2 klavirja in tolkala
- 1969 Chant des Oiseaux (Пение птиц) za prepariran klavir (ali čembalo) in magnetofonski trak
- 1969 DSCH za klarinet, trombon, čelo
- 1970 2 pesmi na besedilo Ivana Bunina, za sopran in klavir
- 1970 Peinture (Живопись — Painting) za orkester
- 1970 Sonata za alt saksofon in klavir
- 1971 Klavirski trio
- 1972 Koncert za violončelo in orkester
- 1973 La vie en rouge (Жизнь в красном цвете — Življenje v rdečem), besedilo Boris Vian, za glas, flavto, klarinet, violino, čelo, klavir in tolkala
- 1974 Klavirski koncert
- 1974 Signes en blanc (Знаки на белом — Vzdihi na belo) za klavir
- 1975 Koncert za flavto in orkester
- 1977 koncert za violino in orkester
- 1977 Concerto Piccolo za saksofon in 6 tolkalcev
- 1980 Requiem za sopran, tenor, mešani zbor in orkester
- 1981 L'écume des jours (Пена дней — Pena dni), oepra, besedilo Boris Vian
- 1982 Tod ist ein langer Schlaf (Смерть - это долгий сон — Smrt je dolgo spanje) - variacije na Haydnov kanon, za čelo in orkester
- 1982 Komorna simfonija št. 1
- 1984 Izpoved (Исповедь), balet v treh dejanjih, po Alfredu de Mussetu
- 1985 Tri slike po Paulu Kleeju, za violo, oboo, rog, klavir, vibrafon in kontrabas
- 1986 Štiri deklice (Четыре девушки), opera v enem dejanju, po Pablu Picassu
- 1986 Koncert za violo in orkester
- 1986 Koncert za oboo in orkester
- 1987 Simfonija št. 1
- 1989 Konceert za klarinet in orkester
- 1989 4 pesmi za glas, flavto in klavir
- 1991 Koncert za kitaro in orkester
- 1992 Zgodovina življenja in smrti Jezusa Kristusa, po Matejevem evangeliju, za bas, tenor, zbor in orkester
- 1993 Sonata za klarinet in klavir
- 1993 Koncert za flavto, vibrafon, čembalo in godala
- 1993 Dokončana Debussyjeva opera Rodrigue et Chimène
- 1994 Komorna simfonija št. 2
- 1994 Sonata za alt saksofon in čelo
- 1995 Jutranje sanje besedilo Rose Ausländer - 7 pesmi za sopran, mešani zbor in orkester
- 1995 Zbori za Medejo za zbor in ansambel
- 1995 Dokončana Schubertova opera-oratorij Lazarus oder Die Feier der Auferstehung  (Лазарь и торжество Воскрешения) D689
- 1996 Simfonija št. 2
- 1996 Femme et oiseaux (Ženska in price) homage Joanu Miroju za klavir, godalni kvartet in pihalni kvartet

Filmska glasba
- 1990 Skušnjava B.